# اتو منل
اتو منل (انگلیسی: Otto Männel; ۲۷ ژوئن ۱۸۸۷ – ۱۱ ژوئن ۱۹۶۴) دوچرخه‌سوار اهل آلمان بود. وی در بازی‌های المپیک تابستانی ۱۹۱۲ شرکت کرده است.